# 卡塔齊娜·雅蓋隆卡
卡塔齊娜·雅蓋隆卡（波蘭語：Katarzyna Jagiellonka，1526年11月1日—1583年9月16日），瑞典王后，1569年至1583年在位。

## 家庭
1562年，卡塔齊娜與瑞典國王埃里克十四世的弟弟、芬蘭大公約翰（日後的約翰三世）結婚，兩人共有1子1女：
1. 齊格蒙特（1566年—1632年），1587年成為波蘭國王
2. 安娜·瓦薩（英语：Anna Vasa of Sweden）（1568年—1625年）